# غوران ميلوجيفيتش
غوران ميلوجيفيتش (بالصربية: Горан Милојевић)‏ (6 ديسمبر 1964 بأراندجيلوفاتس في صربيا - ) هو مدرب كرة قدم ولاعب كرة قدم صربي في مركز الوسط. شارك مع منتخب يوغوسلافيا لكرة القدم. أما مع النوادي، فقد لعب مع النجم الأحمر بلغراد وريال مايوركا وسلتا فيغو ونادي أمريكا ونادي بارتيزان ونادي بريست ونادي فياريال ونادي مريدا.

## وصلات خارجية
- غوران ميلوجيفيتش على موقع قاعدة بيانات كرة القدم.إي يو (الإنجليزية)
- غوران ميلوجيفيتش على موقع ناشيونال فوتبول تيمز (الإنجليزية)
- غوران ميلوجيفيتش على موقع Soccerway.com (الإنجليزية)
- غوران ميلوجيفيتش على موقع عالم كرة القدم.نت (الإنجليزية)